# チエンラーイ県

チエンラーイ県
จังหวัดเชียงราย

- この項目は英語版を元に作成されています。

チエンラーイ県（チエンラーイけん）あるいはチェンライ県（チェンライけん; タイ語: จังหวัดเชียงราย タイ語発音: [t͡ɕāŋ.wàt.t͡ɕʰīaŋ.rāːj] チャンワット・チアンラーイ）は、タイ・北部の県（チャンワット）の一つ。パヤオ県、ラムパーン県、チエンマイ県と接する。

## 地理
チエンラーイ県はタイ国最北端の県である。県内の平均高度は580メートル。県西部はおよび東部は山岳地帯で、中心部はその中間に位置する。県は北にミャンマー、東にラオスとの国境を有する。中でも特にメコン川（ラオスとの国境）とサーイ川（ミャンマーとの国境）の接するポイント一帯を黄金の三角地帯という。

### 気候
タイの最北部に位置することもあって、タイ国内で一番涼しい地域である。1月は日中こそ暑いものの、朝は冷え込んで10℃前後まで下がり、氷点下の冷え込みを記録したこともあるほどである。雨季はタイ国内では短いほうで、4月から10月までである。
| チエンラーイ (1981–2010)の気候                                                       | チエンラーイ (1981–2010)の気候 | チエンラーイ (1981–2010)の気候 | チエンラーイ (1981–2010)の気候 | チエンラーイ (1981–2010)の気候 | チエンラーイ (1981–2010)の気候 | チエンラーイ (1981–2010)の気候 | チエンラーイ (1981–2010)の気候 | チエンラーイ (1981–2010)の気候 | チエンラーイ (1981–2010)の気候 | チエンラーイ (1981–2010)の気候 | チエンラーイ (1981–2010)の気候 | チエンラーイ (1981–2010)の気候 | チエンラーイ (1981–2010)の気候 |
| 月                                                                                   | 1月                            | 2月                            | 3月                            | 4月                            | 5月                            | 6月                            | 7月                            | 8月                            | 9月                            | 10月                           | 11月                           | 12月                           | 年                             |
| ------------------------------------------------------------------------------------ | ------------------------------ | ------------------------------ | ------------------------------ | ------------------------------ | ------------------------------ | ------------------------------ | ------------------------------ | ------------------------------ | ------------------------------ | ------------------------------ | ------------------------------ | ------------------------------ | ------------------------------ |
| 最高気温記録 °C （°F）                                                               | 34.5 (94.1)                    | 37.2 (99)                      | 40.4 (104.7)                   | 42.3 (108.1)                   | 41.9 (107.4)                   | 40.5 (104.9)                   | 39.5 (103.1)                   | 38.1 (100.6)                   | 38.6 (101.5)                   | 37.9 (100.2)                   | 36.2 (97.2)                    | 35.5 (95.9)                    | 42.3 (108.1)                   |
| 平均最高気温 °C （°F）                                                               | 28.6 (83.5)                    | 31.3 (88.3)                    | 33.8 (92.8)                    | 34.8 (94.6)                    | 33.1 (91.6)                    | 32.1 (89.8)                    | 31.1 (88)                      | 30.9 (87.6)                    | 31.1 (88)                      | 30.5 (86.9)                    | 28.8 (83.8)                    | 27.2 (81)                      | 31.11 (87.99)                  |
| 平均最低気温 °C （°F）                                                               | 12.8 (55)                      | 13.7 (56.7)                    | 16.9 (62.4)                    | 20.6 (69.1)                    | 22.5 (72.5)                    | 23.6 (74.5)                    | 23.4 (74.1)                    | 23.3 (73.9)                    | 22.7 (72.9)                    | 21.1 (70)                      | 17.3 (63.1)                    | 13.5 (56.3)                    | 19.28 (66.71)                  |
| 最低気温記録 °C （°F）                                                               | −0.2 (31.6)                    | 1.5 (34.7)                     | 5.0 (41)                       | 10.4 (50.7)                    | 13.5 (56.3)                    | 18.4 (65.1)                    | 20.3 (68.5)                    | 20.0 (68)                      | 19.1 (66.4)                    | 17.4 (63.3)                    | 11.5 (52.7)                    | 2.8 (37)                       | −0.2 (31.6)                    |
| 雨量 mm （inch）                                                                     | 7.5 (0.295)                    | 13.8 (0.543)                   | 28.2 (1.11)                    | 97.9 (3.854)                   | 213.4 (8.402)                  | 178.4 (7.024)                  | 310.9 (12.24)                  | 358.4 (14.11)                  | 283.9 (11.177)                 | 124.9 (4.917)                  | 59.2 (2.331)                   | 14.0 (0.551)                   | 1,690.5 (66.554)               |
| 平均降雨日数 （≥1 mm）                                                               | 2                              | 1                              | 3                              | 10                             | 17                             | 19                             | 22                             | 24                             | 18                             | 12                             | 6                              | 3                              | 137                            |
| % 湿度                                                                               | 75                             | 67                             | 62                             | 66                             | 76                             | 80                             | 82                             | 84                             | 83                             | 82                             | 79                             | 77                             | 76.1                           |
| 出典：Thai Meteorological Department (Normal 1981-2010), (Avg. rainy days 1961-1990) |                                |                                |                                |                                |                                |                                |                                |                                |                                |                                |                                |                                |                                |

## 経済
前述、黄金の三角地帯はアヘン取引の中心地が盛んであったが、タイ領内ではタイ政府の厳しい取り締まりや内外からの投資、生産が激減し黄金の三角地帯におけるタイ領内での問題は考えられているほど大きくはない。一方で、ラオスやミャンマーでは取り締まりが十分に行われていないため、両国で生産されたアヘン、最近では覚醒剤（ヤーバーを含む）などの密輸問題があり、麻薬問題が全くないというわけではない。
その一方で長年、警察力が麻痺していたため開発が大幅に遅れていたものが、逆に自然資源をはぐくむことになり、これと合わせ穏やかな気候が近年におけるリゾート開発を促進することになった。また、県内の山岳部は多種の少数民族が居住する地域であり、これらの民族の文化も県内の観光資源を豊かな物にしている。
また、黄金の三角地帯における貿易においても、近年では合法的な貿易を行おうとする努力も続けられている。もともと、チエンラーイやラオス北部、上ビルマ、雲南省の地域はチン・ホー族などによる行商が行われており、また、個人間での国境を越えた日用品の取引なども行われていた。近年ではこの合法的な貿易を推進しようとする動きもある。現在、解放されている国境チェックポイントはメーサーイ、チエンセーン、チエンコーンの3カ所にある常設のもののほかに、場合によってラオスやミャンマーの政府との合意の元に開かれることのあるチェックポイントが8カ所あり、ここを通じて行われる取引は中国を含め、毎年50億バーツ近くにも上る。これらの合法的な貿易を推進するため、チエンセーン、チエンコーンなどメコン川流域各所の河港が整備された。また1992年、3000mの滑走路を備えるチェンライ国際空港が開港した。
2013年にはチエンコーンとメコン川対岸のフアイサーイを結ぶ第4タイ・ラオス友好橋が開通した。ラオスルアンナムター県ナトゥイに至るラオス国道3号線と接続しており、アジアハイウェイ3号線として中国の上海まで通じている。ラオス国道3号線は長らく悪路であったが、2008年には中国の支援により舗装化が完了した。なおタイ側は県内を東西に走る国道1020号を通じ、アジアハイウェイ2号線を構成するパホンヨーティン通り（タイ国道1号線）に接続している。
2025年現在、プレー県よりチエンラーイ県内に至る鉄道新線（デンチャイ_-_チェンコーン線）が建設中である。バンコク - チエンマイを結ぶ路線から分岐するもので、当初より貨物列車の高頻度運行に耐えうる高規格軌道で建設されている。将来的にはラオス中国鉄道とを結ぶ新線をラオス国内に建設する国際プロジェクトが提唱されている。

## 歴史
元々ラワ族の棲む土地であったとされるが、タイ族の一派である哀牢（อ้ายลาว）が紀元前1世紀頃移住し、チエンルンやチエンラーオをコック川沿いに建設したとされる。この後紀元50年までに、このタイ族はさらに南下し、ウィエンホー、ドンウィエン、ウィエンワン、チェーホム、チエンセーンなどを建設したとされる。これらのタイ族の最初の文明らしき痕跡は5世紀に始まるクメール族の進入により、クメール族の支配下に置かれるようになる。これによってチエンセーンはスワンナコームカム、チエンラーオはウモンカセーラーと名前を名前を変えた。
時代は下って8世紀、ラーオ族の王であるクン・ボーロムの甥であり、ノーンセーの支配者であったプラチャオ・テーワカーンの息子とされるチャオ・シンハナワッティクマーンという君主が大理府（現在の雲南省）からタイ族を引き連れて現在のチエンラーイ県に南下した。このときチャオ・シンハナワッティクマーンはムアンナーカパントゥシンハナワッティナコーンという都市を建設した。後にこの都市は、ナーカブリー、ヨーノックナーカナコーン、ヨーノックナコーンルワンなどと呼ばれるようになる。
チャオ・シンハナワッティクマーンの曾孫であるプラオン・チャイナーラーイがカーロン川沿いにムアン・チャイナーラーイという都市を建設した、この後プラオン・チャイナーラーイの子孫による統治が27代続き27代目の王、プラオン・パンカラートの時代、10世紀初頭に前述クメールのウモンカセーラーによってチャイナーラーイの町は攻撃された。プラオン・パンカラートはウィエンシートゥワンに逃亡した。後プラオン・パンカラートはその妃からチャオ・トゥックキットクマーンを、チャオ・プロマクマーンを出生する。
936年、チャオ・プロマクマーンはウモンカセーラーを攻撃しクメール族を退ける。この後プラオン・パンカラートは引退しヨーノックナーカナコーンに籠もった。チャオ・プロマクマーンはこの後さらにクメールを攻撃したため、クメール族はハリプンチャイ（ラムパーンのこと、ラムパーン県）に逃げたが、チャオ・プロマクマーンはさらに攻撃し、現在のカムペーンペット（カムペーンペット県）まで追い払った。クメールの撃退が済むとチャオ・プロマクマーンはウモンカセーラーをムアン・チャイプラーカーンと改称、ヨーノックナーカナコーンをムアン・チャイブリーと改称した。
1039年、クン・スアクワンファー（パヤー・スタムワディー説もある）という人物が、チャイブリーを攻撃した。チャイナーラーイから援軍を駆けつけたが敗北。そのときの王であったプラチャオ・チャイシリはチャイブリーに火を放って逃走した。現在のウートーン（スパンブリー県）に逃げたといわれている。後に、この地域に進出したタイ族として、チャンカラート王家の創設者であるラーオ・チョック（あるいはラーオ・チョン）が居る。ラーオ・チョックによってクウェーンチョック（チャイブリー）の統治が再び行われた。このラーオ・チョックはグンヤーンというところを再開発し、グンヤーンをヒランナコーングンヤーンと改名した。
ラーンナー王朝の王、マンラーイの時代に新たな首都の建設が命じられた。1259年に建設が開始され、1262年にメンラーイの町（チエン）ということでチエンラーイという名前が与えられ、首都として機能することになった（ラーンナー王朝の成立）。これが、現在の県庁所在地であるチエンラーイであり、歴史的に現在のチエンラーイ県の地域の文化・経済の中心として機能することになる都市である。しかし、メンラーイは1296年4月12日に新たに建設したチエンマイに遷都することになったためラーンナー王朝の首都としての地位は失われたが、副王（ウパラージャ）の住む都市となった。
1558年、ビルマ人の王朝タウングー王朝の王、バインナウンによるラーンナー王朝の攻撃により、チエンマイなどと共にチエンラーイもビルマの支配下に入った。その後、カーウィラによってラーンナー王朝が再興されるまでビルマによる支配が約200年続いた。
チエンラーイはカーウィラによるラーンナー王朝再興の後、建前上、チャクリー王朝の「家来」であるラーンナー王朝の地方都市として機能することになる。後、チャクリー王朝5代目の王、ラーマ5世（チュラーロンコーン）は一般に近代化政策として知られる、いわゆるチャクリー改革の一環としてモントン制（いくつかの県が「モントン」と呼ばれる大地区を形成する制度）を全国に導入したが、1899年にはこの一環としてモントン・ファーイタワントックチエンヌアがタイ北部の県を集合させて成立。チエンラーイもこの中に含まれていた。
1910年にはチエンラーイを中心とした地区をまとめてチエンラーイ県が成立。1915年にはモントン・ファーイタワントックチエンヌアが、モントン・パヤップとモントン・マハーラートに分裂したことに伴いチエンラーイ県はモントン・マハーラートに併合された。
1977年には南半分が分割され、分割された部分がパヤオ県として成立している。

## 民族
タイ族が大半を占めるが、12.5%は山岳少数民族である。

## 文化

### スポーツ
AFCチャンピオンズリーグに2年連続出場しているタイ・リーグ1の強豪チェンライ・ユナイテッドFCが本拠を置いている。

## 県章

県章

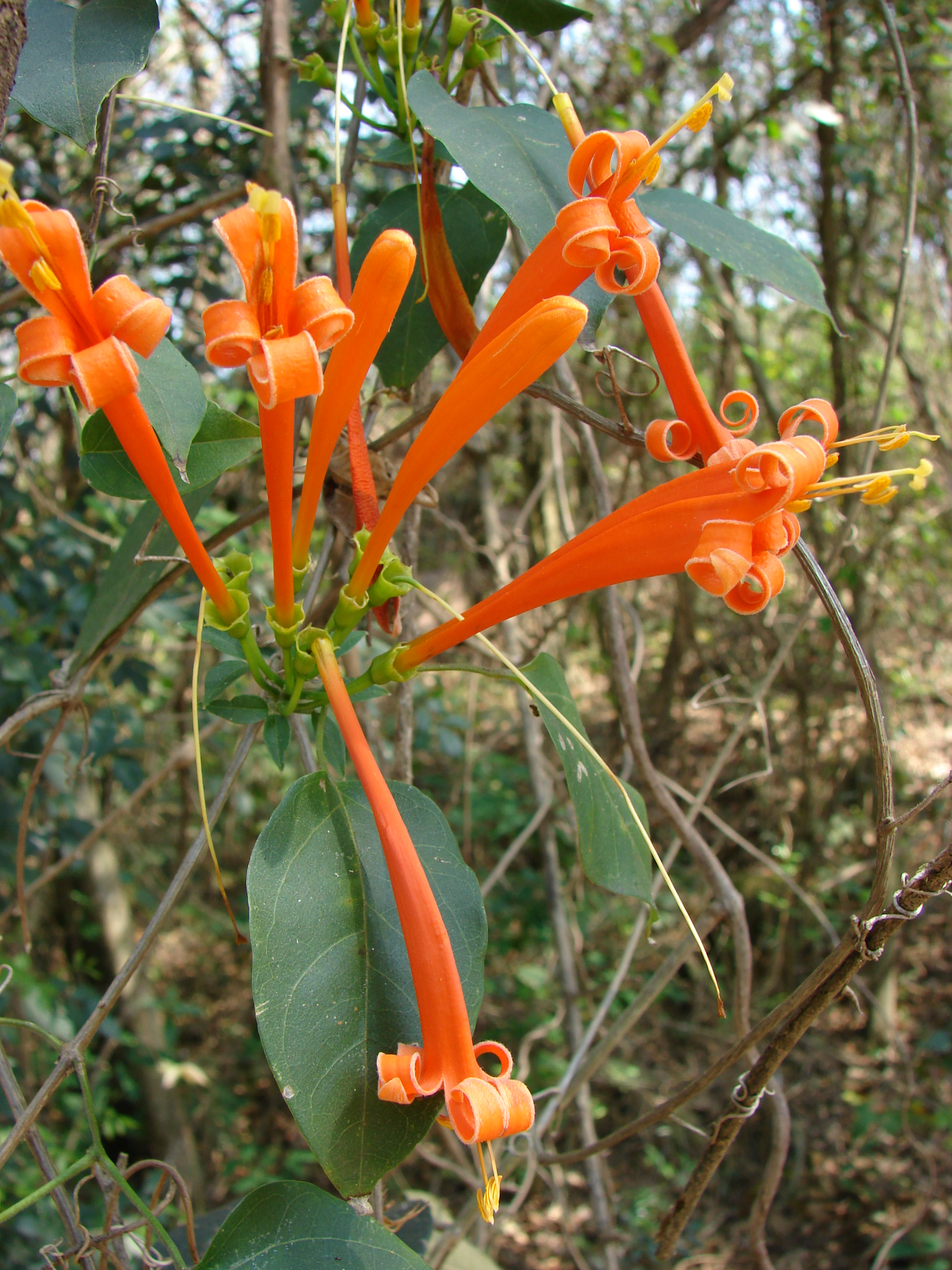
カエンカズラ

ラーンナータイ王朝の創設者メンラーイ王の伝説に基づき白象があしらわれたシンボルがデザインされている。
県木は Mayodendron igneum（シノニム: Radermachera ignea）、県花はカエンカズラ（Pyrostegia venusta）である。

## 行政区
チエンラーイ県は以下の18の郡（アムプー）に分けられ、その下に124の町（タムボン）、1,753の村（ムーバーン）がある。
1. ムアンチエンラーイ郡
2. ウィエンチャイ郡
3. チエンコーン郡
4. トゥーン郡
5. パーン郡
6. パーデート郡
7. メーチャン郡
8. チエンセーン郡
9. メーサーイ郡
10. メースワイ郡
11. ウィエンパーパオ郡
12. パヤーメンラーイ郡
13. ウィエンケン郡
14. クンターン郡
15. メーファールワン郡
16. メーラーオ郡
17. ウィエンチエンルン郡
18. ドーイルワン郡